# クラッシュ (1996年の映画)
『クラッシュ』（Crash）は、1996年製作のカナダ映画。デヴィッド・クローネンバーグ監督。J・G・バラードによる同名の小説が原作となっている。
自動車事故をきっかけに性的倒錯へと堕ちていく人々を描き、カンヌ国際映画祭では賛否両論を引き起こしたが、審査員特別賞を受賞。日本で公開されるに当たっては、映倫から作中の性描写ゆえに成人映画の適用を受けた。　
2021年1月29日に「クラッシュ 4K無修正版」が日本で公開された。

## ストーリー
カナダのトロントでCMのプロデューサーをしているジェームズは、妻キャサリンと倦怠期を迎え、夫婦は普通の情事では快感を得ることができなくなっていた。ある日ジェームズは空港へ向かう途中のハイウェイでよそ見運転からの交通事故を起こす。事故の相手であるレミントン夫妻の夫は死亡し、妻のヘレンとジェームズは同じ病院に収容された。病院内でヘレンに出会ったジェームズは、彼女に付き添う男ヴォーンから事故の写真を見せられる。夫の死に平然としているヘレンに妙なものを感じながら、彼は自分の事故車を見に行き、彼女に再会する。ヘレンを乗せて車を走らせている最中、ジェームズは他の車と接触事故を起こし、ヘレンはそんな彼に近くの駐車場へ寄るよう促す。駐車場に車を停めて、2人はカーセックスを始めた。自動車事故で興奮する性癖を持つヘレンは、交通事故に性的快感を覚える「クラッシュ・マニアの会」にジェームズを誘う。主催者のヴォーンは、シルバーのポルシェ550を使ってジェームズ・ディーンの事故死を再現すべく正面衝突を起こし、集まったギャラリーは事故を見て沸き立っている。
ヴォーンの仲間のガブリエルやシーグレイブが集まる家で、自動車事故のビデオを鑑賞したり事故被害者の写真を見たジェームズは、次第に車両事故のエクスタシーに魅せられていく。ある日ジェームズは、キャサリンの車の背後に付きながら煽り運転をするヴォーンを目撃。バックミラーでヴォーンを確認したキャサリンは、いつ追突されるかスリルを感じ、並走する車から2人を見るジェームズもまた昂ぶった。その夜、キャサリンはヴォーンの肛門やペニスを想像しながら、ジェームズを相手にアナルセックスを行なう。これまで多くの男性の精液を飲んできたというキャサリンの話に、ジェームズの抽挿運動は次第に激しさを増し、後ろから彼女の肛門を突きながら遂に射精する。長らく普通のセックスに燃えなかったキャサリンは、彼が直腸内に精液を放出しているのを感じて興奮する。
ひき逃げ事件の疑いで、警察に取り調べられたヴォーンを迎えに行ったジェームズとキャサリンは、3人でドライブを楽しみ、途中で交通事故の現場に遭遇。ヴォーンは夢中でカメラで撮影する。そこにはジェーン・マンスフィールドの事故死を再現して、本当に死んでしまった仲間のシーグレイブの姿があり、遺体を見たヴォーンは深く感動する。洗車機の中で車を洗っている間、先ほどの事故現場を見て興奮したヴォーンとキャサリンは後部座席でセックスを始め、その2人の行為をバックミラーで見るジェームズ。
翌日、ガブリエルとジェームズはベンツの新車展示会を見に行く。過去の交通事故から両脚に歩行用ギプスを付けているガブリエルが、助手席に座る姿を見て、ジェームズは自分が勃起しているのに気づき、2人は場所を変えてカーセックスに耽った。ヴォーンは自分の身体に車のハンドルの刺青を彫り、それを見たジェームズも身体に車のエンブレムの刺青を入れた。車での帰路、ジェームズはヴォーンの尻でアナルセックスをする。
キャサリンが車を走らせていると、再び煽り運転で彼女の車にぶつけてくるヴォーンは、運転を誤って高架下へ転落し、バスに激突して死亡してしまう。しかしキャサリンたちの事故のエクシタシーは治まることを知らず、ジェームズがキャサリンの車にクラッシュをかけると、彼女の車は縁石を乗り超えて斜面を転がる。運転席から投げ出されたキャサリンに背後から寄り添う姿勢のジェームズは、ズボンのファスナーを下ろし、怪我で身動きできない彼女とセックスを始めるのだった。

## キャスト
※括弧内は日本語吹替
- ジェームズ・バラード - ジェームズ・スペイダー（池田秀一）
- キャサリン・バラード - デボラ・カーラ・アンガー（高島雅羅）
- ヘレン・レミントン - ホリー・ハンター（土井美加）
- ヴォーン - イライアス・コティーズ（牛山茂）
- ガブリエル - ロザンナ・アークエット（雨蘭咲木子）

## スタッフ
- 監督、脚本、製作 - デヴィッド・クローネンバーグ
- 原作 - J・G・バラード
- 製作総指 - ジェレミー・トーマス、ロバート・ラントス（英語版）
- 音楽 - ハワード・ショア
- 撮影 - ピーター・サシツキー
- プロダクションデザイン - キャロル・スピア
- 衣装デザイン - デニス・クローネンバーグ
- 編集 - ロナルド・サンダース（英語版）

## 反響
第49回カンヌ国際映画祭では、上映中に動揺した観客によるブーイングや怒りの声が挙がった。 2020年カナディアン・プレスのインタビューでクローネンバーグは、1996年のカンヌ国際映画祭で審査員長を務めたフランシス・フォード・コッポラが『クラッシュ』に激しく反対したため、この映画を支持する他の審査員が団結してクローネンバーグに審査員特別賞を提示したと信じていると述べた。クローネンバーグによると、本作に対する嫌悪感があまりにも大きかったコッポラは、監督に直接賞を授与することを拒否したという。
イギリスのデイリー・メール紙とイブニングスタンダード紙は「堕落の限界を超えている」と酷評し、英国で『クラッシュ』の上映禁止を呼びかける組織的キャンペーンを展開することになった。この騒動を受けて1996年 10月に英国映画検閲委員会（BBFC）は『クラッシュ』を鑑賞。この映画は自動車事故をエクスタシーに結びつけるカルトなグループに参加したカップルが、人生の空虚さと退屈を克服する物語であるとし、成人の鑑賞に耐えられるものだと理解を示した。しかし本作が交通事故を誘発する可能性があり、障害者にも不快感を与えるといった意見が多く寄せられ、BBFCは11人の障害者に本作を観てもらい、特に不快感はないという肯定的な感想を得る。法的な専門家や心理学者の意見も仰ぎ、障害を持つ視聴者の感想など総合的判断からBBFCは「成人の観客にとって、この映画は有害でも危険でもない」と審査官の一致した見解を発表。1997年3月18日にノーカットで18禁に分類され、同年5月に劇場公開された。
米ニュー・ライン・シネマの子会社ファイン・ライン・フィーチャーズを傘下に持つメディア界の実業家テッド・ターナーは、この映画のアメリカでの公開を拒否し、カナダでの公開に合わせて予定されていた1996年10月の公開日を取りやめるほどだった。後にクローネンバーグは、ターナーの本作に対する嫌悪感が公開延期の理由という噂を、ファイン・ライン社の幹部たちが共有していたことを確認する。最終的に『クラッシュ』は、1997 年春に米国で公開された。

## 評価
レビュー・アグリゲーターのRotten Tomatoesでは61件のレビューで支持率は64%、平均点は6.80/10となった。Metacriticでは23件のレビューを基に加重平均値が50/100となった。